# Iwan Zacharkin
Iwan Grigorjewicz Zacharkin (ros. Иван Григорьевич Захаркин; ur. 3 stycznia?/15 stycznia 1889 w Tiurinie, zm. 15 października 1944 w Odessie) – radziecki wojskowy, generał pułkownik.

## Życiorys
Urodził się we wsi Tiurino w rejonie Szackim, obwodzie riazańskim w rodzinie chłopskiej.
W 1910 roku powołany do armii rosyjskiej. Brał udział w I wojnie światowej walcząc na Froncie Południowo-Zachodnim. W 1916 roku ukończył 3 Moskiewską Szkołę Podchorążych, był dowódcą oddziału karabinów maszynowych.
W maju 1918 roku na ochotnika wstąpił do Armii Czerwonej, gdzie został dowódcą batalionu, a następnie dowódcą pułku. Brał udział w walkach na Froncie Południowym. W dniu 15 października 1918 roku został ciężko ranny. Po wyleczeniu z ran był w dyspozycji dowództwa.
W 1921 roku ukończył Akademię Wojskową Robotniczo-Chłopskiej Armii Czerwonej. Po jej ukończeniu pełnił kolejno funkcje: szefa wydziału operacyjnego sztabu rejonu witebskiego, szefa wydziału operacyjnego sztabu Północnokaukaskiego Okręgu Wojskowego, szefa sztabu 15 Korpusu Strzeleckiego, dowódcą 66 pułku strzeleckiego, szefa wydziału wyszkolenia bojowego sztabu Nadwołżańskiego Okręgu Wojskowego i komendantem szkoły piechoty w Uljanowsku. Od kwietnia 1930 roku dowódca i komisarz 64 Dywizji Piechoty. W 1931 roku ukończył kurs wojskowo-polityczny w Akademii Wojskowo-Politycznej im. Lenina. Po jego ukończeniu od listopada 1931 roku wykładowca w Akademii Wojskowej im. Frunzego, gdzie wykładał do lipca 1937 roku.
W lipcu 1937 roku został szefem sztabu Kijowskiego Okręgu Wojskowego, a od maja 1938 roku szefem sztabu Charkowskiego Okręgu Wojskowego, a następnie od lipca 1939 roku zastępcą dowódcy Moskiewskiego Okręgu Wojskowego. W sierpniu 1939 roku został dowódca sformowanej w Moskiewskim Okręgu Wojskowym 10 Armii, którą dowodził w czasie agresji ZSRR na Polskę we wrześniu 1939 roku. Funkcje te pełnił do czerwca 1940 roku, kiedy ponownie został zastępcą dowódcy Moskiewskiego Okręgu Wojskowego i to stanowisko pełnił do sierpnia 1941 roku.
Po ataku Niemiec na ZSRR został dowódcą 49 Armii w składzie Frontu Rezerwowego, a następnie Frontu Zachodniego. Dowodził tą armią w czasie bitwy pod Moskwą oraz operacjach ofensywnych Frontu Zachodniego w 1942 i 1943 roku.
W dniu 3 czerwca 1943 roku został zastępca dowódcy Frontu Centralnego, a październiku 1943 roku Frontu Białoruskiego. Uczestniczył w tym czasie w bitwie na łuku kurskim, operacji czernichowsko-prypeckiej, homelsko-reczyckiej i w wyzwoleniu Białorusi.
W dniu 23 marca 1944 roku został dowódcą Odeskiego Okręgu Wojskowego, którym dowodził do swojej śmierci.
W dniu 15 października 1944 roku zginął w wypadku samochodowym w Odessie, gdzie został też pochowany.

### Awanse
- kombrig (5 grudnia 1935);
- komdyw (17 lutego 1938);
- komkor (9 lutego 1939);
- generał porucznik (4 czerwca 1940)[b];
- generał pułkownik (18 września 1943).

### Ordery i odznaczenia
- Order Czerwonego Sztandaru (czterokrotnie)
- Order Suworowa II st.
- Order Czerwonej Gwiazdy
- Medal jubileuszowy „XX lat Robotniczo-Chłopskiej Armii Czerwonej”